# CPLEX
CPLEX — пакет программного обеспечения («решатель»), предназначенный для решения задач линейного и квадратичного программирования, в том числе целочисленного программирования.
Пакет получил своё название в честь симплекс-метода, реализованного на языке программирования Си, но впоследствии в пакете реализованы различные методы оптимизации с интерфейсом на других языках программирования. Был разработан Робертом Биксби (Robert E. Bixby). Коммерческая версия была представлена в 1988 году компанией CPLEX Optimization, которая была поглощена компанией ILOG в 1997 году. В свою очередь, ILOG была куплена корпорацией IBM в январе 2009 года. Сейчас пакет CPLEX развивается силами разработчиков IBM.
CPLEX через абстрактный слой (Concert) может использовать API языков C++, C#, и Java, а также Python через интерфейс Си. Пакет можно использовать в связке с Microsoft Excel и MATLAB. Отдельно приложение Interactive CPLEX Optimizer может быть использовано для отладки и других задач.
CPLEX можно использовать в ряде коммерческих систем моделирования (AMPL, GAMS, AIMSS и OPL Development Studio), а также некоторых свободных (OpenOpt, PuLP).